# Bergensbanen

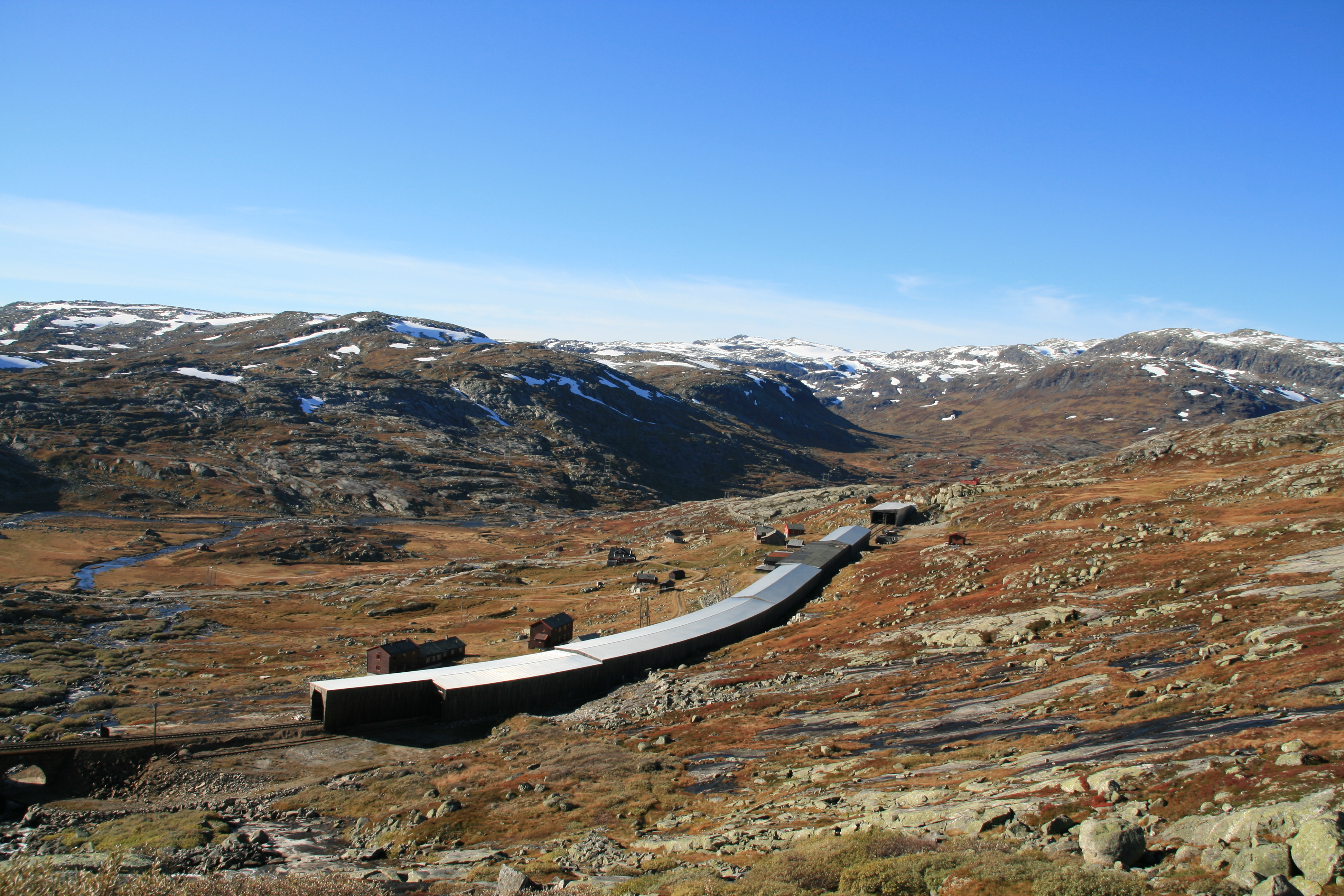
Stanice Hallingskeid nacházející se uvnitř tunelu chránícího proti sněhu.

Bergenská železnice (norsky Bergensbanen) je 371 km dlouhá železniční trať normálního rozchodu mezi norskými městy Bergen a Hønefoss. Běžně je však jako Bergensbanen označována celá trasa z Bergenu do Oslo skrze Drammen používaná přímými vlaky spojujícími tato dvě města. Jde o nejvýše položenou hlavní železniční trať v Evropě, neboť při překračování plošiny Hardangervidda stoupá až do výšky 1237 m n. m. Na trati se nachází 205 mostů a 154 tunelů, nejdelší z nich je Finsetunnelen o délce 10,3 km.
První část trati, spojující Bergen s Vossem, byla otevřena v roce 1883 pod jménem Vossebanen a šlo ještě o úzkorozchodnou trať. V roce 1909 byla trať prodloužena přes hory až do Oslo a již postavený úsek byl přestavěn na normální rozchod a stal se součástí Bergensbanen. Trať je jednokolejná a elektrifikací prošla v letech 1954-1964. Trať vlastní a spravuje Norská státní správa železnic (Jernbaneverket), osobní vlaky na ní provozují Norské státní dráhy a nákladní společnost CargoNet. Ve stanici Myrdal se od trati odděluje slavná a turisty oblíbená Flåmsbana. Západní část trati mezi Bergenem a Vossem je rovněž využívaná pro účely bergenské příměstské dopravy. V roce 1966 byla trať zkrácena díky otevření tunelu pod horou Ulriken.